# Frank Gardner
Frank Gardner (n. 1 octombrie 1930, Sydney – d. 29 august 2009, Gold Coast) a fost un pilot de formula 1 australian.
Frank Gardner începe cariera ca  motociclist la cursa Dirt-Track în Bathurst în anul 1960 devine cunoscut ca pilot de curse la formula 1. Împreună cu David Piper se clasează cu toate că este lipsit de experiență pe locul șapte cu un Porsche în anul 1969 la cursă de 100 km de pe Nürburgring. În anul 1972 și 1973 câștiga de trei ori cursă în campionatul britanic cu un Ford și în 1973 cu un Chevrolet. 
În 1971 și 1972 câștigă în clasametul general cursa australiană. Între anii 1964 și 1968 i-a parte sporadic la cursele automobiliste de la Brabham. 
Ca pilot de formula 1 nu a reușit să atingă rezultate asemănătoare ca la cursele de automobile.